# Ivatônia Barbosa
Maria Ivatônia Barbosa dos Santos (Arraias, 15 de agosto de 1962) é uma magistrada brasileira. Desde dezembro de 2019, exerce o cargo de desembargadora do Tribunal de Justiça do Distrito Federal e Territórios, sendo a primeira negra a integrar a corte. Anteriormente, foi juíza de primeira instância desde 1993.

## Família e educação
Natural de Arraias, Barbosa é filha de um professor e de uma dona de casa. Possui seis irmãos. Estudou em escolas públicas municipais e concluiu o ensino médio no Colégio Irmãs Dominicanas. Trabalhou na prefeitura de sua cidade natal, como auxiliar de finanças, e como professora de ensino fundamental e em um escritório de advocacia após a família se mudar para Goiânia.
Barbosa é graduada em direito pela Universidade Católica de Goiás. Posteriormente, concluiu pós-graduações em direito constitucional eleitoral, direito penal, direito administrativo, direito penal, direito processual penal e direito constitucional pela Universidade de Brasília, Universidade Católica de Brasília e Universidade Católica de Goiás.

## Carreira
Barbosa iniciou sua carreira na Polícia Civil de Goiás, como delegada. Tornou-se juíza de Direito substituta, do Distrito Federal, em maio de 1993. Foi promovida a juíza de Direito em abril de 1996. Em 2014, foi convocada para atuar no Tribunal de Justiça do Distrito Federal e Territórios como juíza substituta.
Em novembro de 2019, Barbosa foi eleita por unanimidade pelo pleno do Tribunal de Justiça para ocupar o cargo de desembargadora, na vaga decorrente da aposentadoria de Marco Antônio da Silva Lemos. Empossada no mês seguinte, declarou: "Ser a primeira mulher negra promovida a desembargadora tem um significado especial: ocupação de espaço a que fazemos jus."
No Tribunal Regional Eleitoral do Distrito Federal, Barbosa atuou como desembargadora eleitoral titular e substituta. Também foi ouvidora daquela corte eleitoral e coordenadora da Revista da Escola da Magistratura do Distrito Federal.